# Sound Of Thunder
Sound Of Thunder World Series (SOT) is de in 1997 gewijzigde naam van de BEARS-wegraces voor motorfietsen. Vanaf dat moment was de serie ook opengesteld voor Japanse motoren, waardoor de weg vrij kwam voor de Yamaha TRX 850, de Honda VTR 1000 F Fire Storm en de Suzuki TL 1000 S. Aan de SOT mogen een-, twee- en driecilinder viertakten en wankelmotoren meedoen. Vier desmodromisch bediende kleppen per cilinder zijn alleen toegestaan als er maximaal 1 carburateur per cilinder wordt gebruikt en dus geen injectie. Achtkleppers met klepveren zijn wel toegestaan. Hierdoor worden de Ducati superbikes (met desmodromische klepbediening) van deelname uitgesloten.